# Aculicoxa striata
Aculicoxa striata là một loài tò vò trong họ Ichneumonidae.